# Oxid de stronțiu
Oxidul de stronțiu este un oxid cu formula SrO, care se formează în urma reacției dintre stronțiu și oxigen. Compusul este un solid alb sau incolor și un oxid bazic puternic. 

## Obținere
La arderea stronțiului în aer rezultă un amestec care conține oxid de stronțiu și nitrură de stronțiu. De asemenea, oxidul de stronțiu mai poate fi obținut prin descompunerea termică a carbonatului de stronțiu (SrCO3):
{\displaystyle \mathrm {SrCO_{3}\longrightarrow \ SrO\ +\ CO_{2}} }

## Proprietăți chimice
Oxidul de stronțiu reacționează cu apa pentru a forma hidroxidul de stronțiu:
{\displaystyle \mathrm {SrO+H_{2}O\rightarrow Sr(OH)_{2}} }